# Mutter und Kind (1934)
Mutter und Kind ist ein deutsches Filmdrama und ein Liebesfilm des Regisseurs Hans Steinhoff aus dem Jahr 1934. Die Literaturverfilmung basiert auf einer Vorlage des Dramatikers und Lyrikers Friedrich Hebbel. In der Hauptrolle verkörpert Henny Porten eine tapfere Mutter, die für ihr Kind alle Schicksalsschläge hinnimmt, letztlich jedoch auch beweist, dass Mutterliebe die größte Liebe ist.

## Handlung
Die Eheleute Petersen drohen an der Tatsache zu verzweifeln, dass sie ihr einziges Kind verloren haben. Erschwert wird der Umstand dadurch, dass sie keine weiteren Kinder mehr bekommen können. Das Dienstmädchen Anna erwartet zur gleichen Zeit ein Kind, welches sie gemeinsam mit ihrem Freund Jürgen, einem Arbeiter in einem Sägewerk, gezeugt hat.
Als sowohl das Dienstmädchen Anna wie auch ihr Freund Jürgen aus ihren Arbeitsverhältnissen entlassen werden, haben sie Angst um die Zukunft ihres Kindes. Sie befürchten, es nicht ordentlich ernähren zu können und nicht in der Lage sind, eine gute Ausbildung ihres Nachwuchses finanzieren zu können.
In der Folge kommt es zu einer Abmachung: Das jetzt kinderlose Ehepaar Peterson bekommt das Kind von den beiden, im Gegenzug erhalten Anna und Jürgen ein Bauerngut geschenkt. Zunächst geht Anna auf diese Abmachung ein, doch als sie das Kind zur Welt bringt, ist sie nicht in der Lage, es herzugeben. Kurz nach der Geburt flüchtet sie mit dem Neugeborenen und droht, auf der Flucht im Wattenmeer zu ertrinken. Im letzten Moment gelingt es ihrem Freund, Anna und das Neugeborene aus den Fluten zu retten.
Die Handlung des Films nimmt ein gutes Ende, als die vermögenden Eheleute Petersen einsehen, dass es nicht sinnvoll ist, ein Kind seiner Mutter zu entreißen. So endet die Handlung, dass die Petersens auf das Kind verzichten und Anna und Jürgen dennoch das versprochene Geschenk, das Bauerngut, behalten dürfen.

## Produktionsnotizen
Hans Conradi leitete die Filmproduktion, Franz Schroedter war für die Filmbauten verantwortlich. Adolf Jansen sorgte für den Ton. Richard Ralf war für die Filmmusik zuständig, des Weiteren dirigierte er das Orchester.

## Erscheinungstermine und abweichende Filmtitel
Mutter und Kind wurde in den deutschen Kinos erstmals am 5. Januar 1934 aufgeführt. In den USA wurde er am 29. November 1934 gezeigt, dort unter dem internationalen Titel Mother and Child.

## Kritiken
Das Lexikon des internationalen Films bescheinigt der Schauspielerin Henny Porten eine herausragende schauspielerische Leistung, in dem sie alle Register ihres Könnens zieht.

## Filmzensur
Das NS-Regime überprüfte den Film auf eventuell dem Regime abträgliche Inhalte. Am 12. Dezember 1933 passierte er die Überprüfung ohne Beanstandung.